# إدوارد إف. فنسنت
إدوارد إف. فنسنت هو سياسي أمريكي، ولد في 30 ديسمبر 1881، وتوفي في 26 أكتوبر 1940. نشط حزبياً في الحزب الجمهوري. وقد انتخب عضو جمعية ولاية نيويورك ‏.